# Точната бройка
„Точната бройка“ (на английски: What's Your Number?) е американска романтична комедия от 2011 г. на режисьора Марк Майлъд, по сценарий на Габриел Алън и Дженифър Критънден, който е адаптация на книгата 20 Times a Lady, написана от Карин Боснак. Във филма участват Ана Фарис, Крис Евънс, Ари Грейнър и Блайт Данър. Филмът е пуснат на 30 септември 2011 г.